# 異聞猿飛佐助 (映画)
『異聞猿飛佐助』（いぶんさるとびさすけ）は、1965年7月10日に松竹が配給した、篠田正浩監督、主演高橋幸治による時代劇映画である。中田耕治の同名小説を映画化したもの。篠田正浩はこの作品を最後に松竹を退社した。また石原慎太郎が特別出演した。
関ヶ原の戦いの後、徳川軍と豊臣軍の関係が悪化、その裏で多くの忍者たちが暗躍し、争う姿を描いた作品である。

## 配役
- 高橋幸治 : 猿飛佐助
- 吉村実子 : お美代
- 渡辺美佐子 : お喜和
- 岡田英次 : 郡山帯刀
- 小沢栄太郎 : 是村重之
- 戸浦六宏 : 稲村光秋
- 入川保則 : 小林弥四郎
- 穂高稔 : 久仁玄蕃
- 浜村純 : 老僧（常真寺上人）
- 内田透 : どもり
- 常田富士男 : 佐藤
- 佐藤慶 : 野尻鷹之介
- 宮口精二 : 甚内（堀川和孝）
- 石原慎太郎 : 霧隠才蔵 (特別出演[1])
- 丹波哲郎 : 高谷左近

## スタッフ
- 監督 : 篠田正浩
- 製作 : 山内静夫
- 撮影 : 小杉正雄
- 美術 : 加藤茂
- 音楽 : 武満徹
- 編集 : 杉原よ志
- 原作 : 中田耕治
- 脚本 : 福田善之

## 併映作品
- 『調子のいい奴 いたずらの天才』: 二本松嘉瑞監督